# Les Tifoudoux
 (juillet 2020).
Les Tifoudoux (PB&J Otter) est une série d'animation américaine en 65 épisodes d'environ 11 minutes créée par Jim Jinkins, diffusée du 15 mars 1998 au 15 octobre 2000 sur Playhouse Disney.
En France, la série a été diffusée sur Playhouse Disney, en Belgique sur Club RTL et au Québec à partir du 13 septembre 2010 sur Playhouse Disney télé.

## Synopsis
Biscotte, Pralin et Jujube sont trois loutres vivent avec leurs parents Ernest et Opale.

## Fiche technique
- Titre original : PB&J Otter
- Titre français : Les Tifoudoux
- Créateur : Jim Jinkins
- Société de production : Disney Television Animation

## Liste des épisodes
1. Un nouvel ami
2. Sherlock Loutre
3. Pop-Corn à Gogo
4. Pralin 007
5. Leçon de vol
6. Le Monstre
7. Les Trois Vœux
8. Au revoir sapinou
9. Entrez dans la danse

## Distribution

### Voix françaises
- Donald Reignoux : le castor

 Source et légende : version française (VF) sur RS Doublage